# Monostori Attila
Monostori Attila (Budapest, 1971. január 28. – 2025. március 8.) Európa-bajnoki ezüstérmes magyar vízilabdázó, olimpikon.

## Pályafutása
A Tungsram SC-ben kezdett vízilabdázni. Az 1988–1989-es szezonban mutatkozott be a felnőtt bajnokságban. 1988-ban és 1990-ben a junior Eb-n, 1991-ben a junior vb-n bronzérmes volt. 1992-ben magyar bajnok lett. 1994-ben bekerült a válogatott keretbe. Mérkőzésen áprilisban mutatkozott be Dunkerque-ben. A világkupán és az Eb-n ezüstérmes volt. 1994-ben vb ötödik helyezést ért el. A következő évben aranyérmet nyert a világkupán, ezüstöt az Európa-bajnokságon. 1996-ban a BVSC játékosa lett. Az olimpián negyedik volt. 1999-től Olaszországban szerepelt. 2004-től ismét a BVSC játékosa lett.

## Eredményei
- Magyar bajnokság
  - bajnok (1992, 1997, 1998, 1999)
  - bronzérmes (1991, 1993)
- Olasz bajnokság
  - Bronzérmes (2000)
- Román bajnokság
  - bajnok (2009, 2010, 2011, 2012)

- Olimpia
  - 4. helyezés (1996)
- Világbajnokság
  - 5. helyezés (1994)
- Világkupa
  - aranyérmes (1995)
  - ezüstérmes (1993)
- Európa-bajnokság
  - ezüstérmes (1993, 1995)
- Junior világbajnokság
  - bronzérmes (1991)
- Junior Európa-bajnokság
  - bronzérmes (1988, 1990)